# Pinilla de Jadraque
Pinilla de Jadraque és un municipi de la província de Guadalajara, a la comunitat autònoma de Castella-La Manxa.